# Xyris huillensis
Xyris huillensis är en gräsväxtart som beskrevs av Alfred Barton Rendle. Xyris huillensis ingår i släktet Xyris och familjen Xyridaceae. Inga underarter finns listade i Catalogue of Life.